# GJ 9827
GJ 9827 (K2-135) ist ein Stern im Sternbild Fische. Präziser handelt es sich um einen Hauptreihenstern der Spektralklasse K mit einer scheinbaren Helligkeit von 10,25. Dementsprechend besitzt der Stern einen Radius von 0,6 R☉ und eine Masse von 0,6 M☉. Berechnet auf der Grundlage der Sternparallaxe beträgt seine Entfernung 29,6 Parsec (96,5 Lichtjahre). Die Rotationsperiode beläuft sich auf 15 oder 30 Tage, abhängig von der Interpretation der Messdaten.

## Planetensystem
GJ 9827 besitzt drei Planeten, die mit dem Weltraumteleskop Kepler während der K2-Durchmusterung durch die Transitmethode entdeckt wurden. Die Exoplaneten (b, c und d) weisen (Stand 2024) Radien von 1,44, 1,13 und 1,89 Erdradien und Umlaufzeiten von 1,2, 3,6 und 6,2 Tagen auf. Die Planeten befinden sich somit in einer Resonanz von 1:3:5. Ein vermuteter weiterer Planet konnte nicht bestätigt werden.
Die Massenbestimmung der Planeten gestaltete sich zeitweise als schwierig, mit Unsicherheiten von bis 100 %. Dadurch ergaben sich teils extreme Dichtewerte, wodurch GJ 9827b vorübergehend einen hohen Anteil an Eisen zugesprochen wurde. Aktuelle, präzise Messungen liefern für die drei Planeten dagegen weniger extreme Werte. Als Ergebnis werden Stand 2024 folgende Massen für die Planeten GJ 9827b, c und d angenommen: 4,28, 1,86 und 3,02 Erdmassen. Berücksichtigt man die jeweiligen Messunsicherheiten, überlappen diese Werte mit den bis dahin geltenden Massen: 4,87, 1,92 und 3,42.
Daraus folgt, dass alle drei Planeten eine Dichte vergleichbar mit der Erde besitzen. GJ 9827b und c sind Gesteinsplaneten mit einem geringen Anteil an Wasser und zu vernachlässigenden Anteilen an flüchtigen Gasen wie Wasserstoff und Helium. Dagegen scheint GJ 9827d mehr einem Mini-Neptun zu ähneln, der allerdings seine ursprüngliche Atmosphäre weitgehend verloren hat, da sie wahrscheinlich weder Wasserstoff noch Helium beinhaltet. Dagegen wurde durch Beobachtungen mit den Weltraumteleskop Hubble Wasserdampf in der Atmosphäre gefunden. Folgeuntersuchungen mit dem James-Webb-Weltraumteleskop konnten den Wasserdampf ebenfalls detektieren und schlagen GJ 9287d aufgrund der hohen Temperaturen als Prototypen einer „Dampfwelt“ vor. Sollte das stimmen, müsste der Planet von weiter außen liegenden Regionen des Planetensystems nach innen gewandert sein, wodurch das ursprünglich als Eis vorhandene Wasser allmählich zu einem Gas sublimierte.
| Exoplaneten | Masse (M⊕)        | Radius (R⊕)     | Umlaufperiode (Tage) | Große Halbachse (AE) | Dichte (Erddichte) | Gleichgewichtstemperatur (K) |
| ----------- | ----------------- | --------------- | -------------------- | -------------------- | ------------------ | ---------------------------- |
| b           | 4,28 +0,035−0,033 | 1,44 +0,09−0,07 | 1,21                 | 0,0189 ± 0,0004      | 1,43 ± 0,27        | 1035 ± 29                    |
| c           | 1,86 +0,037−0,039 | 1,13 +0,07−0,05 | 3,65                 | 0,0395 ± 0,0009      | 1,30 ± 0,34        | 716 ± 20                     |
| d           | 3,02 +0,058−0,057 | 1,89 +0,16−0,14 | 6,20                 | 0,0568 ± 0,0012      | 0,45 ± 0,13        | 600 ± 17                     |